# Championnats d'Europe de gymnastique rythmique 1993
Navigation
Édition précédente Édition suivante
Les championnats d'Europe de gymnastique rythmique 1993, neuvième édition des championnats d'Europe de gymnastique rythmique, ont eu lieu en 1993 à Bucarest, en Roumanie.